# Lorenzo Perti
Lorenzo Perti   (Rovenna, 1624 - 1692) va ser un enginyer italià que treballava principalment a Baviera.
L'origen del Perti es diu, també en la literatura més recent, amb Como. Però això és el que significa la diòcesi, perquè en realitat va venir de Rovenna, un poble en una terrassa mirant al llac de Como, a una hora i mitja de Como. L'abril de 1663 es va reunir amb el mestre constructor Agostino Barelli a Múnic. Perti és el gestor real de les obres de construcció, la llavors designació "Baumeister" (Barelli) i "Maurermeister" (Perti) estarien a l'actual arquitecte de parla italiana (Barelli) i constructors i gestor de llocs (Perti).
Lorenzo Perti estava casat amb Isabella Perti, el seu fill comú era Giovanni Nicolò Perti.

## Obra
- Construcció de la "Theatinerkirche" de Múnic des del 1663 i del monestir a tocar
- Construcció del Palau de Nymphenburg 1668-73